# Verin Sasunik
Verin Sasunik là một đô thị thuộc tỉnh Aragatsotn, Armenia. Dân số ước tính năm 2011 là 170 người.